# Rufina
A Rufina a latin Rufinus (magyarul Rúfusz) férfinév női párja.

## Gyakorisága
Az 1990-es években szórványos név, a 2000-es években nem szerepel a 100 leggyakoribb női név között.

## Névnapok
- július 10.[2]
- július 19.[2]